# Sinopec

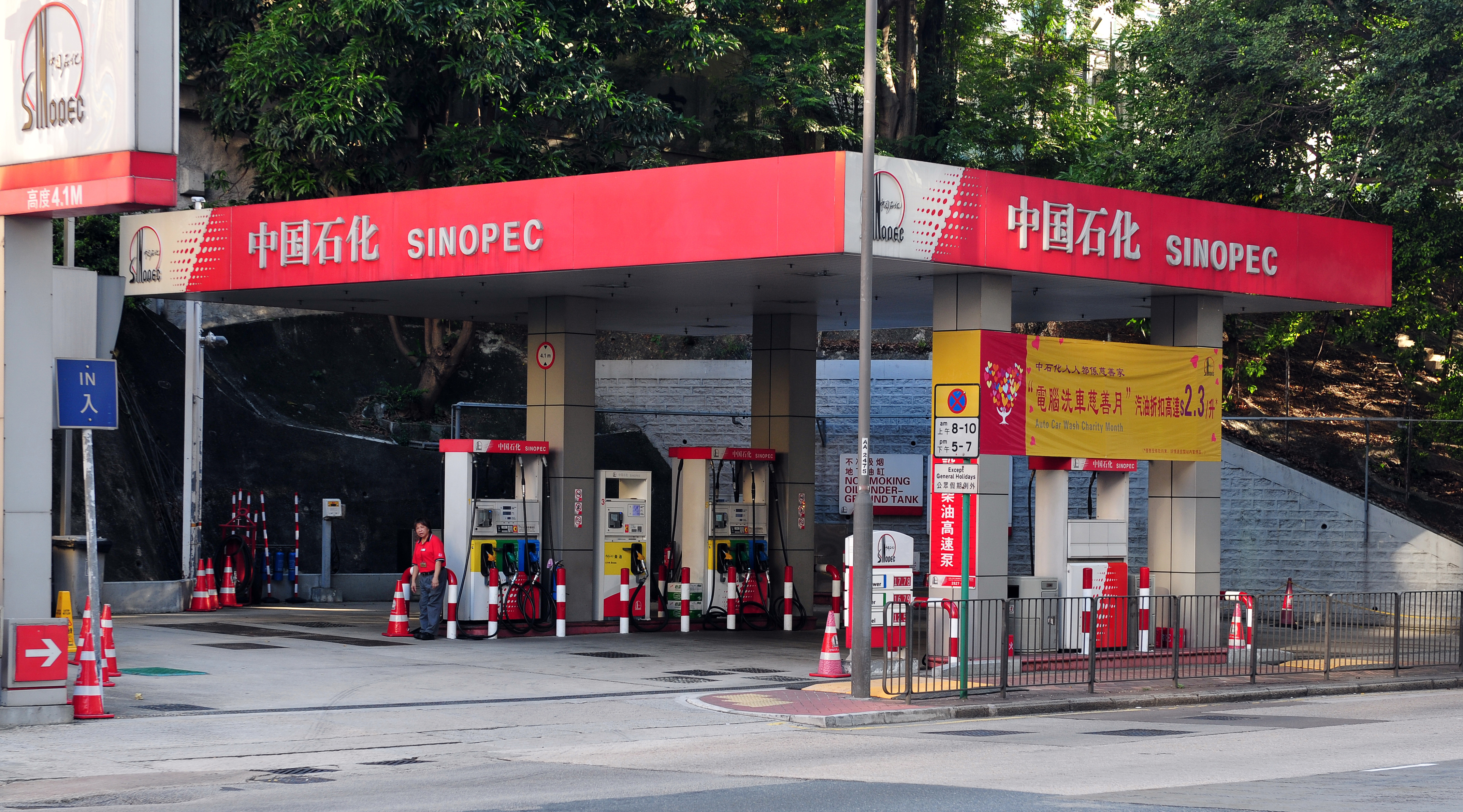
Sinopec Hongkong

A China Petroleum & Chemical Corporation Limited (中国石油化工股份有限公司), vagy Sinopec Limited (egyszerűsített kínai: 中国石化; traditionális kínai: 中國石化; pinjin: Zhōngguó Shíhuà) egyike Kína három legnagyobb olajipar cégének. A világ legnagyobb olajfinomító és petrolkémiai konszernje. 2000-ben alapították Pekingben. A londoni és a New York-i tőzsdén is jegyzik. A BP-hez és a Shellhez hasonlóan főként a Közel-Keleten vesz olaj- és gázmezőket. Jelenleg 374,791 alkalmazottja van.